# Aglaosoma lauta
Aglaosoma lauta är en fjärilsart som beskrevs av Scott. Aglaosoma lauta ingår i släktet Aglaosoma och familjen tandspinnare. Inga underarter finns listade i Catalogue of Life.

## Bildgalleri

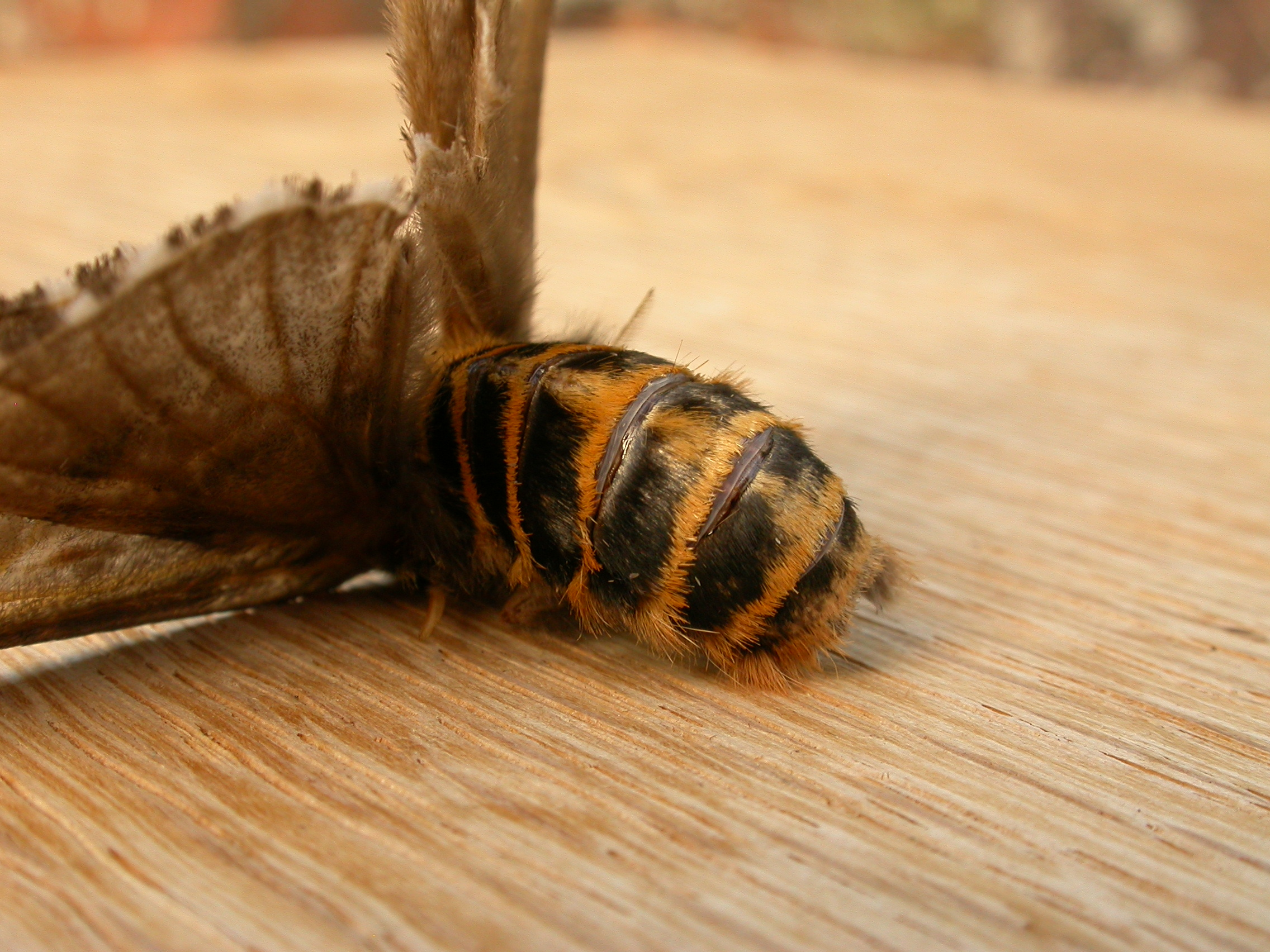